# Aigun

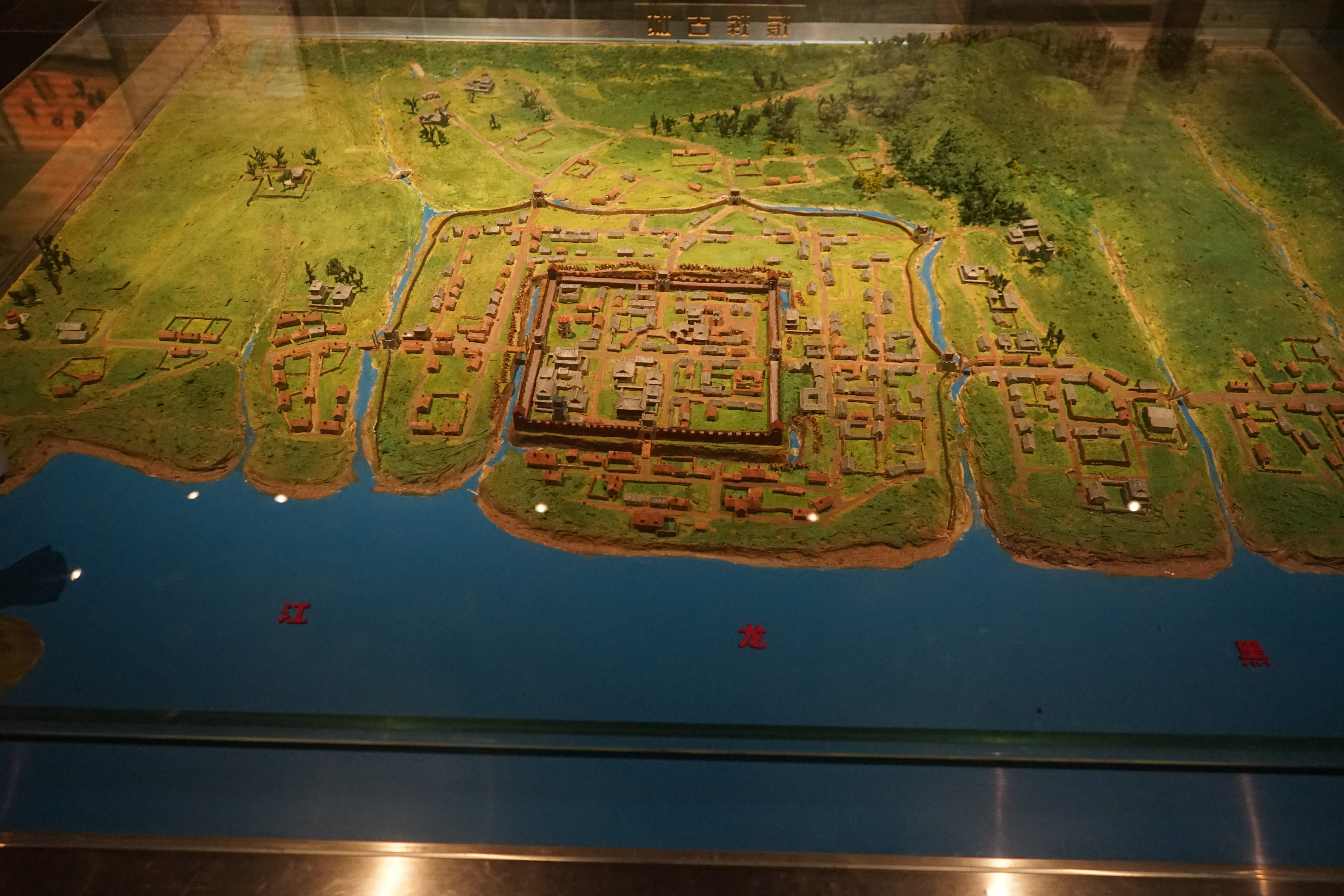
Modell av gamla Aihui

Aigun, även känt som Aihui, är en gammal gränsstad i Manchuriet och numera ett stadsdistrikt i staden Heihe, som är belägen i Heilongjiang-provinsen i nordöstra Kina. Eftersom Heihe omfattar ett mycket stort territorium är Aihui i praktiken Heihes stadskärna.
Staden hette ursprungligen Sahaliyan Ula hoton på manchuriska och grundades ursprungligen på Amur-flodens vänstra bank, men övergavs senare. Den nuvarande orten grundades 1684. Det var här som den ryske militären Nikolaj Muravjov-Amurskij och manchuriske statsmannen Yishan slöt Fördraget i Aigun 1858, i vilket Qingdynastins Kina avstod från allt land på Amur-floden vänstra strand till Ryssland.
Orten öppnades för utrikeshandel 1909 enligt ett fördrag med Japan.
Idag är Aihui ett distrikt i staden Heihe och i byn Dawujia, som tillhör distriktet, finns en av de få folkspillror som fortfarande talar det manchuriska språket.
Distriktet bytte namn till Aihui 1956, men bytte tillbaka till sitt nuvarande namn den 17 maj 2015.